# Korppinen (ö i Norra Savolax)
Korppinen är en ö i Finland. Den ligger i sjön Konnevesi och i kommunen Vesanto i den ekonomiska regionen  Inre Savolax ekonomiska region  och landskapet Norra Savolax, i den centrala delen av landet, 300 km norr om huvudstaden Helsingfors. Öns area är 7,9 hektar och dess största längd är 430 meter i öst-västlig riktning.